# Muricopsis roseus
Muricopsis (Risomurex) roseus, tên tiếng Anh: pink drupe, là một loài ốc biển, là động vật thân mềm chân bụng sống ở biển thuộc họ Muricidae, họ ốc gai.

## Miêu tả
Vỏ ốc có kích thước 15 mm

## Phân bố
Loài này phân bố ở Biển Caribe; Vịnh Mexico; ở Ấn Độ Dương dọc theo lưu vực Mascarene.